# Salame di cioccolato

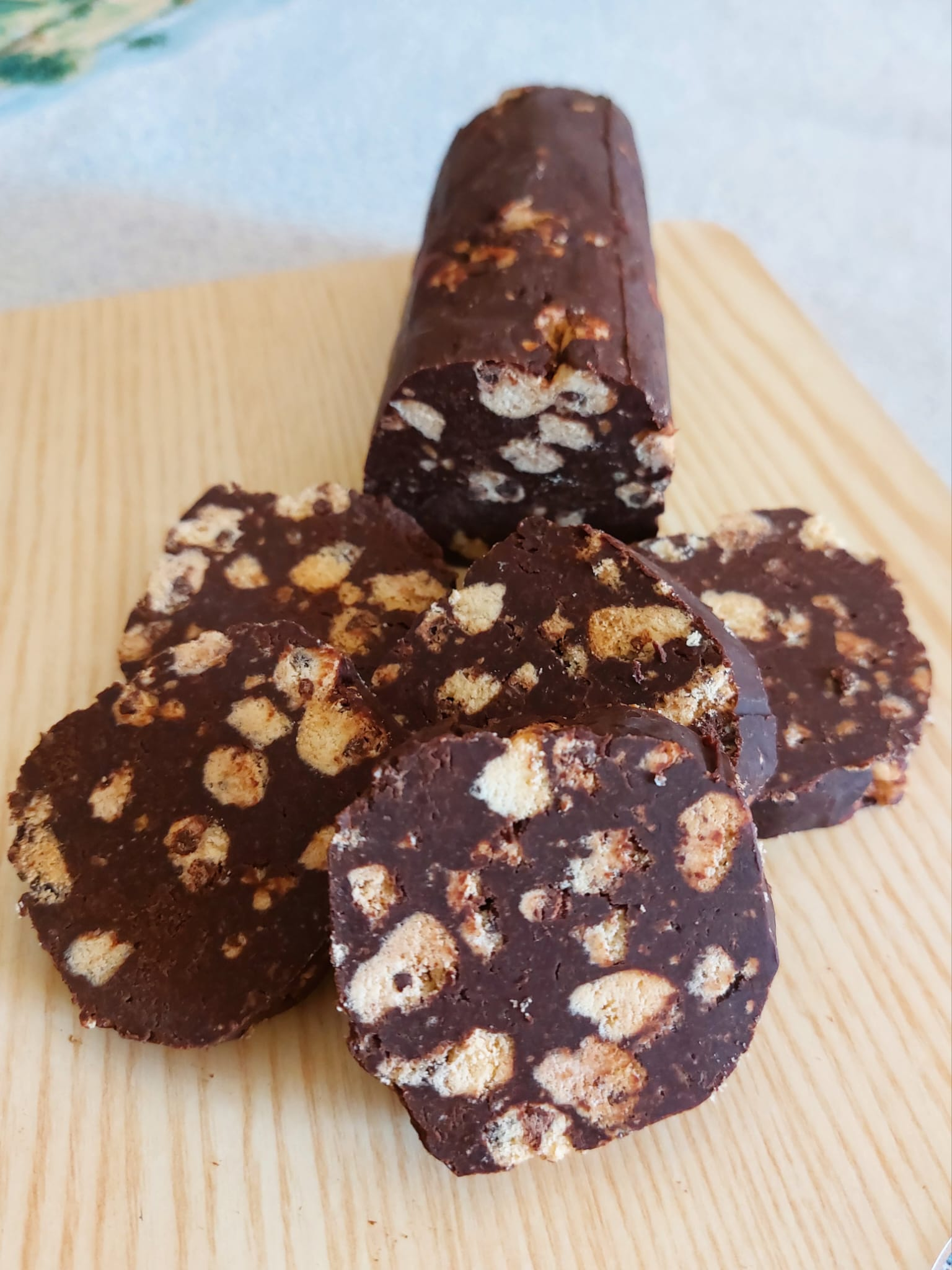
Salame di cioccolato al mascarpone

Il salame di cioccolato, noto anche come salame turco, salame vichingo, salame inglese, salame del Papa o salame del re, è un dolce italo-portoghese a base di cioccolato e biscotti che assomiglia per forma a un salame. L'appellativo "turco" non si riferisce all'origine del dolce, bensì al colore che ricorda quello della pelle dei Mori. Il nome "salame vichingo" risale invece agli anni settanta, quando la ricetta venne pubblicata con quel titolo, insieme a molte altre, nel ricettario per bambini noto come Manuale di Nonna Papera.

## Origini e diffusione
Il dolce è tipico della tradizione portoghese, dove viene indicato come salame de chocolate, ed è riconosciuto in Italia, dove figura nella lista dei prodotti agroalimentari tradizionali italiani (P.A.T) del Ministero delle politiche agricole alimentari e forestali (Mipaaf). In seguito all'immigrazione italiana nel ventesimo secolo, il dolce è stato integrato nella gastronomia uruguaiana, dove all'impasto viene aggiunto il dulce de leche.

## Tradizioni regionali italiane
Il dolce è diffuso in tutta Italia ed è adatto a qualsiasi festività. In Emilia-Romagna questo dolce veniva confezionato tradizionalmente nel periodo pasquale. È molto diffuso nella cucina siciliana, a Napoli, in Veneto, nel bresciano, nella bergamasca e nel mantovano. In Piemonte è diffusa una variante conosciuta come "salame del Papa", ritenuta di origine alessandrina.

## Ricetta
Il salame di cioccolato è un dolce che non richiede cottura. Dopo la preparazione, l'impasto deve riposare in frigorifero per 4–5 ore, condizione necessaria per l'amalgama degli ingredienti e per facilitare il taglio in fette.
Ingredienti:
- Burro (100 gr)
- Biscotti (250 gr)
- Zucchero (100 gr)
- Cacao amaro in polvere (50 gr)
- Tuorli (n.3)

1. In una ciotola capiente montare i 3 tuorli con lo zucchero e poi il burro, precedentemente ammorbidito e tagliato a pezzi. In un'altra ciotola sbriciolare i biscotti a mano oppure più facilmente con un robot da cucina. Versare i biscotti sbriciolati nella ciotola con i tuorli e lo zucchero, aggiungere anche il cacao in polvere ed amalgamare bene tutti gli ingredienti.
2. Mettere l'impasto su un foglio di carta forno e dargli la forma di un salame, chiudendo bene le estremità. Porre in frigorifero per circa 4–5 ore, dopo di che il salame sarà pronto per essere affettato[7].